# Myrmecosicyos
Myrmecosicyos é um género botânico pertencente à família Cucurbitaceae.

## Espécies
- Myrmecosicyos messorius C.Jeffrey

1. ↑  «Myrmecosicyos — World Flora Online». www.worldfloraonline.org. Consultado em 19 de agosto de 2020